# 越南中條鰍
越南中條鰍（學名：T. taeniatus），為輻鰭魚綱鯉形目條鳅科的其中一個種，分布亞洲越南、寮國及中國廣西壯族自治區淡水流域，本魚體延長側扁，口下位，具觸鬚3對，在身體前部中的側面中央具有成列黑色的斑塊,時常融合形成一個完全的黑色側面中央的斑紋，在尾部的基底顯著的黑色斑塊， 唇具有一個單列的大乳突。體長可達10.5公分，棲息在河川底層水域，生活習性不明。可做為觀賞魚，飼養時可小群飼養，水族箱應具有良好的過濾和充氧的流動水，應使用柔軟的沙底，以便進行挖掘。如果使用礫石，請確保其顆粒較小且沒有粗糙的邊緣，以保護細長的感官觸鬚。另可放置浮木、圓形鵝卵石提供陰涼的隱藏區域。

## 扩展阅读
維基物種上的相關：越南中條鰍